# Portugal dos Pequenitos

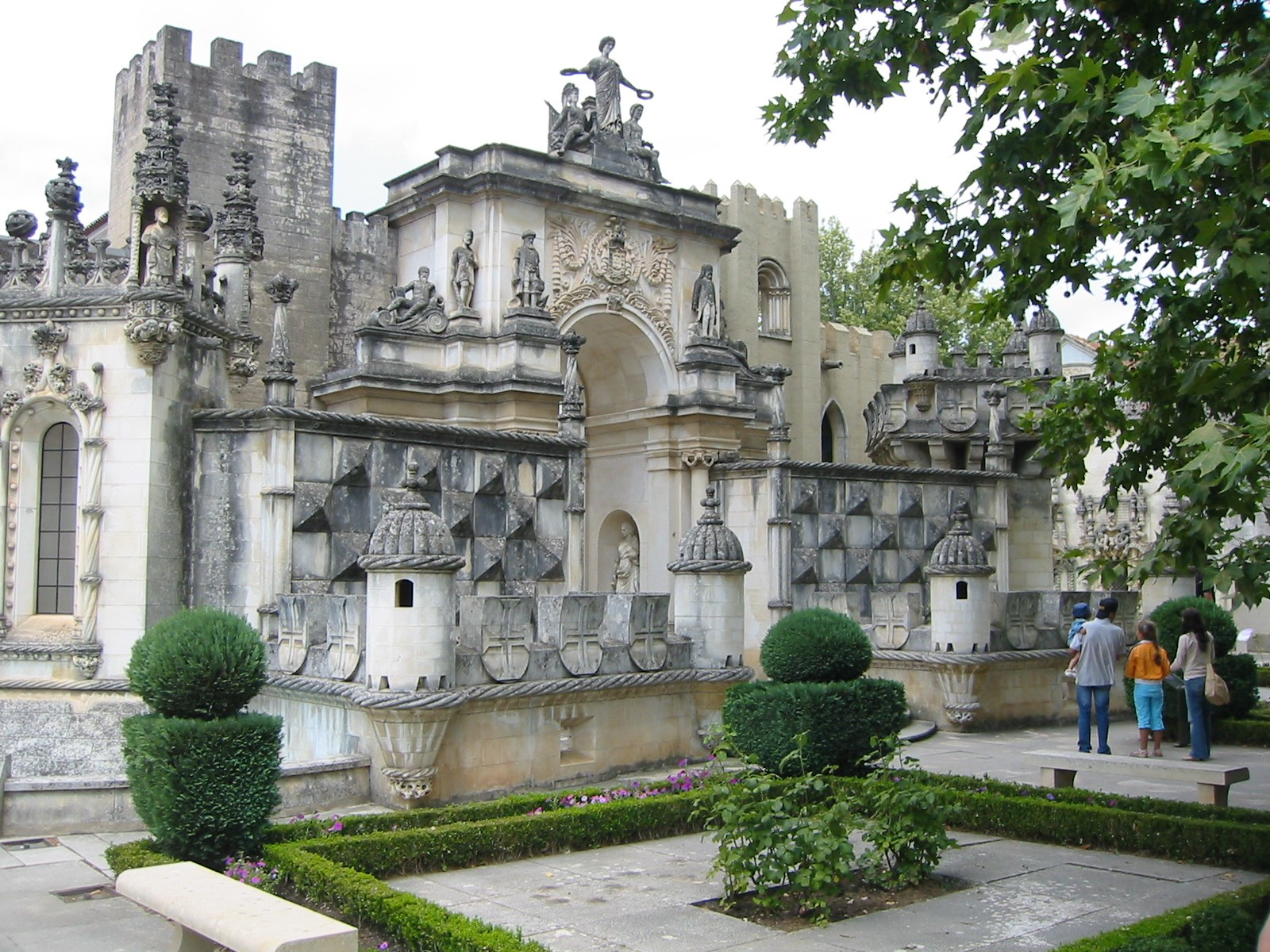
Una vista de Portugal dos Pequenitos, en Coímbra, Portugal.

Portugal dos Pequenitos (traducible al español como Portugal de los Pequeñitos) es un parque temático para niños ubicado en la ciudad portuguesa de Coímbra. El parque muestra reproducciones a escala infantil de los monumentos más representativos de la historia y arquitectura portuguesa.
Diseñado por el Profesor Fernando Bissaya Barreto y proyectado por el arquitecto Cassiano Branco, fue construido en 3 fases: la primera (entre 1938 y 1940) involucró la recreación de estructuras típicas de las regiones de Trás-os-Montes y Minho. La segunda (a mediados del siglo XX) ilustraba los monumentos del país y la tercera (a finales de los 50's) reconstruyó estructuras simbólicas de Azores, Madeira y las posesiones de ultramar en aquel entonces.
El parque está dividido en 3 zonas:
- La primera zona está constituida por un conjunto de casas regionales portuguesas. Solares de Trás-os-Montes y Minho, casas típicas de cada región con huertas, jardines, capillas y demás elementos arquitectónicos representados a pequeña escala. A este núcleo pertenece también el conjunto de Coímbra, espacio donde se encuentran representados los monumentos más importantes de la ciudad.[2][3][4]

- La segunda zona integra el “área monumental”, espacio ilustrativo de los monumentos nacionales de norte a sur del país. Destaca la copia de la ventana del Convento de Cristo en Tomar, de Valentim de Azevedo.[2][3][4]

- La tercera zona engloba la representación etnográfica y monumental de los países africanos de lengua portuguesa, de Brasil, de Macao, de la India y de Timor, rodeados por vegetación propia de estas regiones. Esta fase integra también monumentos de las regiones autónomas de Madeira y Azores.[2][3][4]

## Galería
|                    |
| Entrada del parque |

|                                                                   |
| Mapamundi del Imperio Portugués y estatua de Enrique el Navegante |

|                                                |
| Ejemplos de casas señoriales de Trás-os-Montes |

|                                                          |
| Monumentos de Coímbra, encabezados por la Catedral Vieja |

|                    |
| Pabellón de Brasil |